# 실바 코스치나
실바 코시나(Sylva Koscina, 1933년 8월 22일 ~ 1994년 12월 26일)는 이탈리아의 배우이다.

## 출연 작품
- 주말의 연정 (1980)
- 카사노바 (1976)
- 리사와 악마 (1973)
- 17인의 사자들 (1970)
- 네레트바 전투 (1970)
- 데드라이어 댄 메일 (1967)
- 미, 미, 미... 앤 디 아더스 (1966)
- 이스탄불의 사나이 (1965)
- 독재자를 쏘다 (1965)
- 영혼의 줄리에타 (1965)
- 레츠 토크 어바웃 우먼 (1964)
- 쥐덱스 (1963)
- 더 트래픽 폴리스맨 (1960)
- 헤라클레스의 대역습 (1959)
- 러브 온 더 리비에라 (1958)
- 라드로 루이, 라드라 레이 (1958)
- 헤라클레스 (1958)
- 미셸 스트로고프 (1956)
- 철도원 (1956)